# Together in Electric Dreams
«Together in Electric Dreams» es una canción del cantante y compositor británico Philip Oakey y el compositor y productor italiano Giorgio Moroder. Ambos compusieron la canción y la grabaron para la banda sonora original de la película de 1984  Electric Dreams.
Posteriormente formó parte del álbum conjunto Philip Oakey & Giorgio Moroder, lanzado en 1985. Su mayor éxito comercial fue el lanzamiento como sencillo en el Reino Unido, en septiembre de 1984, incluso eclipsando la película que originalmente promovía. Alcanzó el número 3 en UK Singles Chart, permaneciendo en la lista por 13 semanas. Fue la única canción de la dupla Oakey/Moroder que alcanzó éxito comercial, y fue lanzado como sencillo en los Estados Unidos en septiembre de 1984.

## Trasfondo
La película Electric Dreams fue la primera obra completa del director Steve Barron. Su trabajo anterior incluía la concepción y dirección de varios videos musicales innovadores a principios de 1980. Su mayor éxito hasta entonces había sido como director de un video musical de The Human League llamado "Don't You Want Me" en 1981, que ayudó a que el sencillo se volviera número uno en los Estados Unidos y el Reino Unido.
Para la película Electric Dreams, Barron quería emular el gran éxito de la película Flashdance un año antes. Esa película había utilizado la música electrónica de Giorgio Moroder, así que Barron lo contrató como director musical, quien escribió la mayoría de la banda sonora. Barron quería que los créditos finales llevaran a una canción "emocional" de la misma forma que hizo Flashdance.
Moroder escribió "Together in Electric Dreams" como un solo vocal masculino, y Barron le sugirió una asociación con Philip Oakey para el solo. Una vez terminada la grabación completa inicial de la canción, Moroder le dijo a Oakey que la primera toma era "lo suficientemente buena, ya que la primera vez siempre es mejor". Oakey, que pensaba que sólo estaba ensayando, insistió en hacer otra toma. Moroder estuvo de acuerdo, aunque Oakey creía que Moroder todavía utilizaría la primera toma en la producción final. Barron dijo posteriormente:

Giorgio Moroder fue contratado como compositor y me mostró una pista de demostración que pensó que sería buena para la película. Era la melodía de "Together in Electric Dreams" pero con algunas letras temporales cantadas por alguien que sonaba como una versión cursi de Neil Diamond. Giorgio insistía en que la canción podría ser un éxito, así que pensé en sugerir que cantara alguien que estuviera tan lejos como se pudiera de un cursi Neil Diamond. Phil Oakey. Conseguimos entonces a Phil quien escribió una letra nueva en la parte posterior de un paquete de cigarrillos en el camino hacia el estudio de grabación e hicimos dos tomas con las que Giorgio estuvo satisfecho y todo el mundo se fue a casa feliz.
Steve Barron

Originalmente lanzado para promocionar la película, "Together in Electric Dreams" rápidamente la eclipsó y se convirtió en un éxito por derecho propio. Oakey declaró que es irónico que una pista que llevó literalmente diez minutos grabar se convirtiera en un éxito en todo el mundo, mientras que algunos de sus materiales de The Human League, cuya grabación tomó más de un año, no lo hicieron.

## Video musical
El video promocional fue diseñado originalmente para promover la película Electric Dreams, no a la canción, y así es como lo vieron la mayoría de los televidentes en los Estados Unidos. En Reino Unido, donde la película fue un fracaso, el video promocional fue percibido solo como video musical, y con frecuencia atribuido erróneamente a The Human League.
Como muchas bandas de sonido que promocionan películas, el video utiliza escenas de la misma mezcladas con tomas de Philip Oakey. Además, se crearon otras escenas promocionales especialmente para el video: detrás de Okey aparece dos veces un cartel publicitario de Electric Dreams; el póster de la película se muestra detrás de él en la carretera y la computadora de la película aparece relajándose en la playa. Se ve a Oakey cantando y conduciendo por lo que se da a entender que es San Francisco (pero en realidad era Los Ángeles). El video terminaría con una parodia de títeres del León de la Metro en una pantalla de televisión, en la playa.
Giorgio Moroder hizo un cameo en el video apareciendo como el jefe de la estación de radio controlada por la computadora.

## Listas
| Lista (1984)                   | Posición más alta |
| ------------------------------ | ----------------- |
| Reino Unido (UK Singles Chart) | 3                 |
| Lista (2012)                   | Posición más alta |
| Reino Unido (UK Singles Chart) | 46                |

## En los medios
- Se reproduce en la estación de radio ficticia Flash FM en el videojuego Grand Theft Auto: Vice City Stories.
- Es la canción del programa de BBC en 2009 Electric Dreams, donde una familia tiene que vivir en los 1970s, 80s y 90s, solo con la tecnología disponible en esa época.
- Fue utilizada en un aviso de EDF Energy en 2012. Esto contribuyó a que la canción reingresara en las listas ese año.[6]
- El final del episodio "A Brief Encounter" de la sitcom británica Miranda presenta la canción durante el desarrollo y en los créditos.
- Es parte de la ópera brasileña Um Sonho a Mais (Un sueño más), presentada por TV Globo en 1985.

## Asociación con The Human League
Philip Oakey es la voz líder de la banda británica de synthpop The Human League. Debido a eso, muchas veces la autoría de "Together in Electric Dreams" es con frecuencia atribuida erróneamente a la banda. También fue lanzado en el momento de más trascendencia internacional de la banda; por la popularidad el sencillo fue incluido en varios álbumes recopilatorios de Greatest Hits de la banda lanzados con posterioridad. 
A pesar de que The Human League nunca grabó su propia versión, debido al éxito de la canción la banda con frecuencia toca una versión en sus presentaciones en vivo, muchas veces a petición del público. Esta versión difiere considerablemente de la de Giorgio Moroder porque tiene una introducción más larga y dramática, y voces femeninas de respaldo interpretadas por Susan Ann Sulley y Joanne Catherall, que son tan prominentes como la voz del propio Oakey.

## Versiones
- En 2001 Lali Puna hizo una versión para el álbum Reproductions: Songs of The Human League.
- En el álbum de 2007 Together in Electric Dreams, lanzado por Sunday Best Recordings, la canción fue versionada por cinco artistas distintos.
- Darren Hanlon grabó una versión acústica y fue difundida por la radio australiana JJJ Radio como parte de un programa el 25 de junio de 2010 llamado Like a Version.[7]
- En 2014 nib Health Funds, una aseguradora de salud de Australia, la utilizó en una campaña publicitaria, pero la asoció erróneamente con el año 1983 siendo que fue producida y lanzada un año después.
- La canción apareció en el cortometraje  Here's to Big Bear y algunos de los actores la cantaron en vivo en una cabina del camión.